# Cathaoirleach
Cathaoirleach (plural: Cathaoirligh) é o termo que na língua gaélica irlandesa designa o palestrante do Seanad Éireann, o membro superior casa do Oireachtas, o legislador da Irlanda. O actual cathaoirleach é o senador Pat Moylan. O Cathaoirleach é o único juiz da ordem e tem uma gama de poderes e funções, a saber:
- Convida os membros a falar e todos os discursos devem ser dirigidos ao presidente.
- Coloca tais perguntas à Câmara, como é exigido, supervisiona Divisões e declara os resultados.
- Tem autoridade para reprimir desordem, pronta para impor obediência a decisões e pode ordenar a retirada de membros da Câmara ou, em nome deles, para a suspensão da própria Casa, por um determinado período.
- No caso de grande transtorno, pode suspender ou adiar a assembleia.

O adjunto do Cathaoirleach é o Leas Cathaoirleach. O actual Leas Cathaoirleach é Paddy Burke.
O Cathaoirleach é também um membro ex officio da Comissão Presidencial, o coletivo da vice-presidência da Irlanda.
O termo Cathaoirleach também é usado num sentido genérico pelos presidentes de várias organizações e autoridades locais. Muitas organizações voluntárias, associações e clubes também podem empregar este termo, por exemplo, Cathaoirleach do Conselho de Administração da Sociedade Genealógica da Irlanda.

## Cathaoirligh do Seanad Éireann
| #   | Nome                           | Início do mandato       | Fim do mandato          | Partido                    |
| --- | ------------------------------ | ----------------------- | ----------------------- | -------------------------- |
| 1.  | Lord Glenavy                   | 1922                    | 1928                    | Partido Unionista Irlandês |
| 2.  | Thomas Westropp Bennett        | 1928                    | 1936                    | Cumann na nGaedhael        |
| 3.  | Seán Gibbons                   | 1938                    | 1943                    | Fianna Fáil                |
| 4.  | Seán Goulding                  | 8 de setembro de 1943   | 21 de abril de 1948     | Fianna Fáil                |
| 5.  | Timothy O'Donovan              | 21 de abril de 1948     | 1951                    | Clann na Talmhan           |
| 6.  | Liam Ó Buachalla (1.º mandato) | 1951                    | 1954                    | Fianna Fáil                |
| 7.  | Patrick Baxter                 | 1954                    | 1957                    | Clann na Talmhan           |
|     | Liam Ó Buachalla (2.º mandato) | 1957                    | 1969                    | Fianna Fáil                |
| 8.  | Michael Yeats                  | 1969                    | 3 de janeiro de 1973    | Fianna Fáil                |
| 9.  | Micheál Cranitch               | 3 de janeiro de 1973    | 1 de junho de 1973      | Fianna Fáil                |
| 10. | James Dooge                    | 1 de junho de 1973      | 27 de outubro de 1977   | Fine Gael                  |
| 11. | Séamus Dolan                   | 27 de ourubro de 1977   | 8 de outubro de 1981    | Fianna Fáil                |
| 12. | Charles McDonald               | 8 de outubro de 1981    | 13 de maio de 1982      | Fine Gael                  |
| 13. | Tras Honan (1.º mandato)       | 13 de maio de 1982      | 23 de fevereiro de 1983 | Fianna Fáil                |
| 14. | Patrick J. Reynolds            | 23 de fevereiro de 1983 | 25 de abril de 1987     | Fine Gael                  |
|     | Tras Honan (2.º mandato)       | 25 de abril de 1987     | 1 de novembro de 1989   | Fianna Fáil                |
| 15. | Seán Doherty                   | 1 de novembro de 1989   | 23 de janeiro de 1992   | Fianna Fáil                |
| 16. | Sean Fallon                    | 23 de janeiro de 1992   | 12 de julho de 1995     | Fianna Fáil                |
| 17. | Liam Naughten                  | 12 de julho de 1995     | 16 de novembro de 1996  | Fine Gael                  |
| 18. | Brian Mullooly (1.º mandato)   | 16 de novembro de 1996  | 27 de novembro de 1996  | Fianna Fáil                |
| 19. | Liam T. Cosgrave               | 27 de novembro de 1996  | 17 de setembro de 1997  | Fine Gael                  |
|     | Brian Mullooly (2.º mandato)   | 17 de setembro de 1997  | 12 de setembro de 2002  | Fianna Fáil                |
| 20. | Rory Kiely                     | 12 de setembro de 2002  | 13 de setembro de 2007  | Fianna Fáil                |
| 21. | Pat Moylan                     | 13 de setembro de 2007  | Atual                   | Fianna Fáil                |